# مأساة واحدة
مأساة واحدة (بالكورية: 더 로드: 1의 비극)؛ هو مسلسل تلفزيوني كوري جنوبي لعام 2021. بطولة جي جين هي ، يون سي اه ، كيم هاي اون ، كيم سونغ سو، يعرض على قناة tvN في 4 أغسطس 2021 ، تم بثه كل يومي الأربعاء والخميس الساعة 22.30 بتوقيت كوريا الجنوبية (KST).
بخلاف العمل السابق «شريكي جوميوه» الذي واجه انتقادات عديدة بسبب مهارات التمثيل للممثلين، في هذا العمل يتمتع الممثلون بمهارات تمثيل مميزة، وتلقى التمثيل آراء إيجابية من قبل المشاهدين.

## القصة
قصة أسرار ورغبات وشعور بالذنب وخلاص السكان الذين يعيشون في «رويال ذا هيل» ، وهو مكان يعيش فيه فقط 1٪ من سكان كوريا الجنوبية.

## بطولة

### رئيسي:[12]
- جي جين هي بدور بايك سو هييون ( مذيع معروف ومحترم. يُعرف بأنه صحفي ذو معتقدات قوية. عندما يقول شيئًا أمام الكاميرا، يأخذ المشاهدون كلماته على أنها الحقيقة. ومع ذلك ، لدى بيك سو هيون جانب آخر. إنه بارد القلب. عندما يريد شيئًا ما، فإنه يحصل عليه مهما كان الأمر. يستخدم جميع الوسائل للحصول على ما يريد.
- يون سي اه بدور سيو اون سو (هي ابنة رئيس مجموعة جيغانغ ومتزوجة من أنكورمان بايك سو هيون، والدها قوي بما يكفي لدرجة أنه يتمتع بنفوذ كبير في العالمين السياسي والاقتصادي.
- كيم هيي أون بدور تشا سيو يونغ ( مذيعة في محطة إذاعية. لديها كل شيء، بما في ذلك الوظيفة المرموقة، والخلفية التعليمية المثالية، والمظهر الجميل، لكنها نادراً ما تكون راضية عما تملكه.

### أدوار داعمه
- كيم سونغ سو بدور شيم سيوك هون ، محقق في مقر الشرطة، كان ذات يوم صديق طفولة لي بايك سو هيون.[13]
- تشون هو جين بدور سيو جي تاي، والد سيو اون سو، رئيس مجموعة جيغانغ.[14]
- هيون وو سونغ بدور جوو سانغ دوو (تابع ومسؤول للرئيس سيو، وهو اليد اليمنى لرئيس.[15]

- آهن ناي سانغ بدور تشوي نام جيو، زوج تشا سيو يونغ.[16]
- جو دال هوان بدور بارك سيونغ هوان، مراسل سابق، ولديه علاقة سيئة مع بايك سو هيون.[17] (ح1-4 قتل).[18]
- لي جونغ هيوك بدور يون دونغ بيل (ح1-2-قتل).[19]
- كانغ سونغ مين بدور أون سانغ هو (زوج اون سو السابق).[20]
- سون يو يون في دور لي مي دوو (زوجة سانغ هو).[20]

### المراهقون
- يي سيو في دور تشوي سي را.[21]
- جوو سونغ جوون في دور سيو جونغ ووك.[22]

## المشاهدات
| الموسم | الموسم | رقم الحلقة | رقم الحلقة | رقم الحلقة | رقم الحلقة | رقم الحلقة | رقم الحلقة | رقم الحلقة | رقم الحلقة | رقم الحلقة | رقم الحلقة | رقم الحلقة | رقم الحلقة | المتوسط |
| الموسم | الموسم | 1          | 2          | 3          | 4          | 5          | 6          | 7          | 8          | 9          | 10         | 11         | 12         | المتوسط |
| ------ | ------ | ---------- | ---------- | ---------- | ---------- | ---------- | ---------- | ---------- | ---------- | ---------- | ---------- | ---------- | ---------- | ------- |
|        | 1      | 699        | 859        | 546        | 679        | 404        | 452        | 362        | 444        | 347        | 502        | 400        | 583        | 523     |

وفقا لمخطط نيلسن كوريا ، حققت الحلقة الثانية من المسلسل نسبة 3.970% محققة بذلك مايقارب 859 الف مشاهدة.
سجل المسلسل أدنى نسبة مشاهدة في الحلقة التاسعة، بنسبة 1.7% مايقارب 347 الف مشاهدة.
| الحلقة | تاريخ البث الأصلي | متوسط حصة الجمهور (AGB Nielsen) | متوسط حصة الجمهور (AGB Nielsen) |
| الحلقة | تاريخ البث الأصلي | على الصعيد الوطني               | سيئول                           |
| ------ | ----------------- | ------------------------------- | ------------------------------- |
| 1      | 4 أغسطس 2021      | 3.365%                          | 3.748%                          |
| 2      | 5 أغسطس 2021      | 3.970%                          | 4.839%                          |
| 3      | 11 أغسطس 2021     | 2.735%                          | 3.190%                          |
| 4      | 12 أغسطس 2021     | 3.201%                          | 3.586%                          |
| 5      | 18 أغسطس 2021     | 1.900%                          | 2.119%                          |
| 6      | 19 أغسطس 2021     | 2.115%                          | 2.306%                          |
| 7      | 25 أغسطس 2021     | 1.845%                          | 2.015%                          |
| 8      | 26 أغسطس 2021     | 2.161%                          | 2.243%                          |
| 9      | 1 سبتمبر 2021     | 1.733%                          | 1.734%                          |
| 10     | 2 سبتمبر 2021     | 2.470%                          | 2.256%                          |
| 11     | 8 سبتمبر 2021     | 1.957%                          | 2.126%                          |
| 12     | 9 سبتمبر 2021     | 2.856%                          | 3.099%                          |
| المعدل | المعدل            | 2.526&                          | 2.772%                          |

## الإنتاج

### صناعة
- التخطيط العام : كيم جي هيون (CJ ENM).[28]
- تخطيط : كيم يونغ كيون (S.D).[29]
- فريق العمل : The Great Show.[30][31]

### طاقم
في 30 مارس 2021 ، تم تأكيد أن الممثل الرئيسي للدراما هو جي جين هي ويون سي أه وكيم هاي اون. في 12 مايو ، نشرت يون سي أه صورًا من موقع التصوير.

### الأصدار
في 25 يونيو أعلن عن موعد العرض الأول والذي هو 4 من شهر أغسطس 2021.

## روابط خارجية
- مأساة واحدة على موقع IMDb (الإنجليزية)
- مأساة واحدة على موقع ليتربوكسد (الإنجليزية)
- مأساة واحدة على موقع كينوبويسك (الروسية)
- مأساة واحدة على موقع قاعدة بيانات الفيلم (الإنجليزية)
- مأساة واحدة على هانسينما